# Nephrodium pentangularum
Nephrodium pentangularum là một loài dương xỉ trong họ Dryopteridaceae. Loài này được Col. mô tả khoa học đầu tiên năm 1844.
Danh pháp khoa học của loài này chưa được làm sáng tỏ. 